# Suisse au Concours Eurovision de la chanson 2020
La Suisse était l'un des quarante et un pays participants prévus du Concours Eurovision de la chanson 2020, qui aurait dû se dérouler à Rotterdam aux Pays-Bas. Le pays aurait été représenté par le chanteur Gjon's Tears et sa chanson Répondez-moi, sélectionnés en interne par le diffuseur SRG SSR. L'édition est finalement annulée en raison de la pandémie de Covid-19.

## Sélection
Le diffuseur suisse SRG SSR a confirmé sa participation à l'Eurovision 2020 le 11 juillet 2019. Le diffuseur ouvre par la suite une période de dépôt des candidatures, du 2 au 16 septembre 2019, au terme de laquelle 515 chansons ont été reçues par le diffuseur.
Finalement, le diffuseur annonce le 4 mars 2020 que le représentant du pays sera Gjon's Tears avec sa chanson Répondez-moi.

## À l'Eurovision
La Suisse aurait participé à la deuxième demi-finale, le 14 mai puis, en cas de qualification, à la finale du 16 mai 2020.
Le 18 mars 2020, l'annulation du Concours en raison de la pandémie de Covid-19 est annoncée.